# Helicia arguta
Helicia arguta är en tvåhjärtbladig växtart som beskrevs av Herman Otto Sleumer. Helicia arguta ingår i släktet Helicia och familjen Proteaceae. Inga underarter finns listade i Catalogue of Life.